# Konrad von Sachsenhausen
Konrad von Sachsenhausen (erwähnt ab 1243, † vor 1280) war ein Ritter, Ministerialer und von 1263 bis 1268 Stadtschultheiß von Frankfurt am Main. 
Er war Mitglied der Adelsfamilie der Herren von Sachsenhausen. Sein Vater war Ripert von Sachsenhausen (erwähnt von 1219 bis 1243). Er war verheiratet, ohne dass der Name seiner Frau überliefert ist. Fünf Kinder sind nachgewiesen.